# 이승연 (1977년)
이승연(李承姸, 1977년 11월 3일 ~ )은 대한민국의 KBS 아나운서이며, 개그우먼 장도연과 얼굴이 닮았다.

## 학력
- 1993년 ~ 1996년: 고척고등학교 졸업
- 1996년 ~ 2000년: 서강대학교 국어국문학과, 신문방송학과 졸업

## 경력
- 2003년 1월: KBS 공채 29기 아나운서 입사
- 2003년 10월 ~ 2004년 10월 : KBS대전방송총국 아나운서 지역근무
- 2004년 11월 : 본사 복귀
- 2008년 11월 22일 이후 : 남편 송상엽 KBS 보도국 촬영기자와 결혼함

## 진행

### 텔레비전
| 연도        | 방송사 | 제목                     | 담당             | 진행기간                                                                                       | 비고                                                                                                |
| ----------- | ------ | ------------------------ | ---------------- | ---------------------------------------------------------------------------------------------- | --------------------------------------------------------------------------------------------------- |
| 2003        | KBS1   | 아침마당                 | 새내기 출연      | 2003년 4월 7일                                                                                 | [명랑발언대] 우리는 새내기 (31기 공채 아나운서 출연)                                                |
| 2008 ~ 2016 | KBS1   | 아침마당                 | 패널             |                                                                                                | [화요초대석] 패널                                                                                   |
| 2021        | KBS1   | 아침마당                 | 출연             | 2021년 10월 8일                                                                                | 8986회 [생생토크 만약 나라면] 여보, 가는 말이 고와야 오는 말이 곱지~!                               |
| 2021        | KBS1   | 아침마당                 | 출연             | 2021년 10월 15일                                                                               | 8991회 [생생토크 만약 나라면] 장성한 내 자식! 언제 독립시켜야 할까요?                               |
| 2023        | KBS1   | 아침마당                 | 2인 1조 참가자   | 7월 14일                                                                                       | 9436회 행복한 금요일 쌍쌍파티 도전자(이승연 아나운서와 함께 짝을 이룸)                              |
| 2023        | KBS1   | 아침마당                 | 임시 패널        | 2023년 10월 31일                                                                               | 9511회 [화요초대석] 팔순을 맞은 국민 시인의 특별한 삶의 회고 - 신달자 시인                          |
| 2024        | KBS1   | 아침마당                 | 2인 1조 도전자   | 9월 20일                                                                                       | 9744회 행복한 금요일 쌍쌍파티 도전자(강승화 아나운서와 함께 짝을 이루어 2인 1조 도전자 출연할 예정) |
| 2005~2006   | KBS2   | 스포츠 스포츠            | 앵커             | 2005년 10월 31일 ~ 2006년 11월 16일                                                            | |
| 2019~2020   | KBS2   | 무한리필 샐러드          | 진행             | 2019년 8월 26일 ~ 2020년 7월 3일                                                               | |
| 2013~2014   | KBS1   | KBS 뉴스 5               | 앵커             | 2013년 4월 8일 ~ 2014년 12월 31일                                                              | [ 3 ]                                                                                               |
| 2005        | KBS1   | KBS 스포츠 9 - 주말      | 앵커             | 2005년 5월 7일 ~ 2005년 10월 30일                                                              | |
| 2021        | KBS1   | 동행 (텔레비전 프로그램) | 임시 내레이션    | 2021년 11월 27일                                                                               | 334회 《미안해 그리고 사랑해》                                                                      |
| 2023        | KBS1   | 동행 (텔레비전 프로그램) | 임시 내레이션    | 2023년 10월 28일                                                                               | 431회 《미미의 골목길》                                                                             |
| 2020 ~      | KBS1   | 시니어토크쇼 황금연못    | 패널             | 2020년 9월 19일 ~                                                                              | |
| 2024 ~ 2025 | KBS2   | 무엇이든 물어보세요      | 보조패널         | 2024년 2월 8일 ~ 2025년 8월 7일                                                                | 목요일 패널 티벗캐스터 [이런 법이 어딨어?] 상속과 증여 ~                                            |
| 2024 ~ 2025 | KBS2   | 무엇이든 물어보세요      | 보조패널         | 2024년 7월 1일 ~ 2025년 3월 24일                                                               | 월요일 아나운서 보조 패널 [닥터의 경고] 요통과 허리건강                                             |
| 2003 ~ 2004 | KBS2   | 쇼! 행운열차             | 진행             |                                                                                                | |
| 2005        | KBS1   | 당첨! 행운의 영수증      | 진행             |                                                                                                | |
| 2005        | KBS1   | 신나라 과학나라          | 진행             |                                                                                                | |
| 2006 ~ 2008 | KBS1   | KBS 뉴스광장             | 패널 겸 보조앵커 |                                                                                                | 수도권뉴스 코너                                                                                     |
| 2007 ~ 2008 | KBS1   | 이영돈 PD의 소비자 고발  | 패널             |                                                                                                | |
| 2007        | KBS1   | KBS 930 뉴스             | 임시진행         |                                                                                                | |
| 2007 ~ 2009 | KBS2   | 도전! 주부가요스타       | 진행             | 2007년 11월 10일 ~ 2009년 2월 28일                                                             | |
| 2008 ~ 2009 | KBS1   | 아름다운 정원            | 진행             | 2008년 11월 20일 ~ 2009년 10월 15일                                                            | |
| 2011        | KBS2   | 엄마와 2박 3일           | 진행             |                                                                                                | |
| 2011        | KBS2   | 인사이드 스포츠          | 진행             |                                                                                                | |
| 2012 ~ 2013 | KBS2   | KBS 3시 뉴스타임         | 진행             | 2012년 11월 19일 ~ 2013년 4월 5일                                                              | 평일                                                                                                |
| 2015 ~ 2016 | KBS2   | 시간을 달리는 TV         | 패널             | 2015년 10월 16일 ~ 2016년 2월 12일                                                             | |
| 2016 ~      | KBS1   | 사랑의 가족              | 내레이션         |                                                                                                | |
| 2016 ~ 2017 | KBS2   | KBS 아침뉴스타임         | 패널             |                                                                                                | 머슬타임 (금요일) 코너                                                                              |
| 2018        | KBS1   | 똑똑한 소비자 리포트     | 진행             | 6월 1일 ~ 8월 17일                                                                             | |
| 2019        | KBS2   | 그녀들의 여유만만        | 임시진행         | 1월 2일 ~ 1월 4일,4월 8일 ~4월 9일,4월 15일 ~ 4월 16일, 4월 22일 ~ 4월 23일, 5월 14일,5월 17일 | 이상 6회 연속 진행                                                                                  |
| 2019        | KBS1   | 비상소집 - 전국이장회의  | 진행             | 2019년 1월 2일 ~ 2019년 6월 12일                                                               | |

### 라디오
- 2005년 5월 2일 ~ 2006년 4월 23일 : KBS 해피FM 《라디오 챔피언》 홍수환과 함께 진행
- 2005년 9월 16일 ~ 2005년 9월 19일 : KBS 해피FM 《KBS 해피FM 추석 교통 특별생방송 - 가는 길은 편안하게 오는 길은 안전하게》 홍수환과 함께 진행
- 2006년 1월 27일 ~ 2006년 1월 30일 : KBS 해피FM 《KBS 해피FM 설 교통 특별생방송 - 고향길 즐겁게》 홍수환과 함께 진행
- 2011년 1월 1일 ~ 2013년 4월 7일 : KBS 제3라디오 《이승연의 음악편지》
- 2013년 4월 8일 ~ 2014년 12월 31일 : KBS 제1라디오 《라디오 전국일주》

### 방송 출연
- 2004년 : KBS1 《아침마당》 - (박사임 아나운서와 그동기들 출연)출연함. 및 2004 새내기 KBS 여자 아나운서 출연

## 가족 관계
- 배우자: 송상엽
- 여동생: 이하니
- 자녀: 1남 1녀